# کرک‌بالان
کرک‌بالان (نام علمی: Ypsolophidae) نام یک تیره از بالاخانواده برگ‌برنده‌واران است.